# Milagro (Equador)
Milagro, oficialment San Francisco de Milagro, és una ciutat de la província del Guayas a la República de l'Equador. Està situada al sud-oest del país, en les riberes del riu que té el mateix nom del cantó. Forma part de la divisió política de l'Equador, des del 17 de setembre de 1913, quan es va convertir en Cantó. La seva població, unida a la de la seva àrea metropolitana, s'aproxima a 190.000 habitants. És la capçalera cantonal del cantó Milagro.

## Història
El Cantó Milagro està dividit en quatre parròquies urbanes: Parròquia Camilo, Parròquia Chirijo, Parròquia Enrique Valdez, Parròquia Ernesto Seminari. A més és una de les més importants del litoral equatorià, es troba assentada en tres hisendes convergents Valdez Milagro i Sant Miquel. A la ciutat de Milagro, és d'admetre el seu creixement poblacional, i una sèrie de ciutadelles que adornen i completen el marc atractiu d'urbs progressista.
El Cantó Milagro a través dels anys ha anat en una escala ascendent i passos accelerats en el desenvolupament del comerç, la indústria i l'agricultura. Gràcies als enginys de Sucre Valdez i Sant Carles ha proveït durant anys amb aquest producte vital a les ciutats de l'Equador.

## Cantó Milagro
Actualment compta amb una infraestructura moderna en els seus carrers, edificis, institucions socials i de beneficència, és una ciutat pintoresca molt ben arreglada, la seva sòl fèrtil es troba tot conreat, hi ha diverses indústries i el seu comerç és molt actiu.
A la ciutat hi ha escoles, escoles, centres esportius i culturals. El cantó Milagro és el major productor de pinyes que creix en abundància i abastit als mercats nacionals i internacionals.

## Política

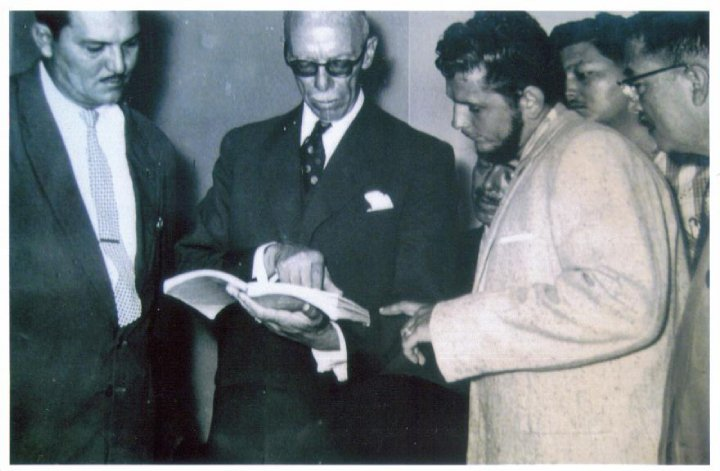
L'exalcalde Humberto Centanaro Gando amb el president José María Velasco Ibarra.

El primer Tinent Polític de la Parròquia Milagro va ser don José María Vallejo, com a principal, i Don Manuel Paredes com a suplent. Des de 1842, que va ser elevat a Parròquia fins a 1913 que es va convertir en cantó, és a dir durant la seva vida parroquial, es van fer les següents obres públiques: La Casa Municipal, Plaça del Mercat, el cementiri, el Parc Central Rafael Valdez, el Pont Sucre. Al govern del Dr. Gabriel García Moreno, s'inicia l'obra del ferrocarril a Miracle.
A la primera administració del General Leònides Plaza Gutierreez (1901-1905), havia cursat a Congrés un Projecte de Canonització de Miracle, però per obstacles del Govern no va arribar a complir-se. Malgrat haver estat derrotats en el seu primer intent, els milagreños no desmaiar en la seva obstinació i apreciadora que en 1912 el poble de Milagro va ajudar en la lluita per la constitució. Aquestes gestions van ser decididament recolzades pel poble de Milagro. El 5 de juny de 1913 hi va haver una reunió en la "Societat de Protecció Mútua", la ciutadania va respondre amb patriotisme i va quedar organitzat en aquesta data el Comitè Pro-Canonització que més tard es va anomenar 18 de Gener.
Aquest comitè va ser el que va realitzar una intensa tasca fins a aconseguir la canonització de Milagro. Aquest projecte es va discutir és sessions ordinàries del 29 i 30 d'agost de 1913. Els dignataris del Congrés signen el decret el dia 15 de setembre i el President ocasional General Leònides Plaza Gutiérrez, signa l'execució del Decret el 17 de setembre de 1913. Tot just el poble de Milagro.
Milagro ha tingut els següents alcaldes:
- Humberto Centanaro Gando (1980-1984)
- Tomás Dávila Freire (1984-1988)
- Humberto Centanaro Gando (1988-1992)
- Lister Andrade Ortega (1992-2000)
- Jacobo Bucarán Ortiz (2000-2002)
- Iván Coello (2002-actualitat)